# Víktor Zimín
Víktor Mijáilovich Zimín (en ruso, Виктор Михайлович Зимин; Krai de Krasnoyarsk, 23 de agosto de 1962 - Moscú, 23 de noviembre de 2020) fue un estadista y político ruso.
Jefe de la República de Jakasia del 15 de enero de 2009 al 3 de octubre de 2018 (jefe interino de la República de Jakasia del 14 de enero al 18 de septiembre de 2013). Miembro de la Duma Estatal de la Asamblea Federal de la Federación de Rusia de la V convocatoria del 24 de diciembre de 2007 al 15 de enero de 2009. Miembro del partido político "Rusia Unida". Ocupó el cargo de secretario del consejo político de la rama Jakasia de Rusia Unida. Director general Adjunto de Ferrocarriles de Rusia, Jefe de la Dirección de Desarrollo Ferroviario de la Cordillera Oriental del 12 de marzo de 2019 al 23 de noviembre de 2020.

## Biografía
Nacido el 23 de agosto de 1962 en la granja Dissos del distrito Krasnoturansky en el Krai de Krasnoyarsk. Su padre es ruso y su madre es alemana. Se graduó de la escuela en el pueblo de Katanovo, distrito de Askiz de Jakasia.
En 1981 se graduó en el Abakan Agricultural College, luego sirvió en el ejército, sirvió en las fuerzas de tanques.
Graduado del Instituto de Ingeniería Civil de Tomsk en 1993. Víktor Zimín estudió en la universidad durante 4 años, en lugar de los 5 prescritos. En los materiales del periodista Alekséi Kirichenko, se informó que vive en Abakan una mujer que tiene un diploma de la misma universidad y con el mismo número que el documento que Zimín presentó a la Comisión Electoral de Jakasia cuando se postuló para la Duma Estatal.
Se graduó de la Universidad Estatal de Arquitectura e Ingeniería Civil de Tomsk en 2007.
Trabajó en Dorstroytrest en el ferrocarril de Krasnoyarsk como capataz y jefe de sección. Desde 1985 fue ingeniero en jefe del departamento de construcción e instalación. Desde 1992 fue Jefe adjunto de la sucursal de Abakan del ferrocarril de Krasnoyarsk y Jefe de la Dirección de instalaciones en construcción.

### Diputado del Consejo Supremo de la República de Jakasia
Fue uno de los fundadores de la rama Jakas del partido Rusia Unida.
En el otoño de 2004, Víktor Zimín, subdirector de la rama Abakan del ferrocarril de Krasnoyarsk, fue incluido en la lista del partido Rusia Unida nominado para las elecciones al Consejo Supremo de la República de Jakasia de la cuarta convocatoria. Además de él, los tres primeros incluían al secretario del consejo político, V. N. Prelovsky, y al vicepresidente del Soviet Supremo de la república, Yu. A. Shpigalskikh. En las elecciones celebradas el 26 de diciembre de 2004, que se llevaron a cabo según el sistema proporcional, el partido Rusia Unida ganó un 23,17% y recibió 11 mandatos. Así, Zimín se convirtió en diputado, cuyos poderes fueron reconocidos por el Consejo Supremo de la RH el 14 de enero de 2005.

### Diputado de la Duma de Estado
El 2 de diciembre de 2007, se postuló en las elecciones a la Duma Estatal; estaba en la lista de Rusia Unida, donde fue el primer número en el grupo regional de la República de Jakasia. Como resultado, Rusia Unida ganó un 59,53% en Jakasia y Zimín recibió el mandato de un diputado de la Duma Estatal. Fue miembro de la facción Rusia Unida, miembro del Comité de Asuntos Agrarios.
En mayo de 2008, Zimín se convirtió en secretario del consejo político de la rama jakasia de Rusia Unida.

### Jefe de la República de Jakasia

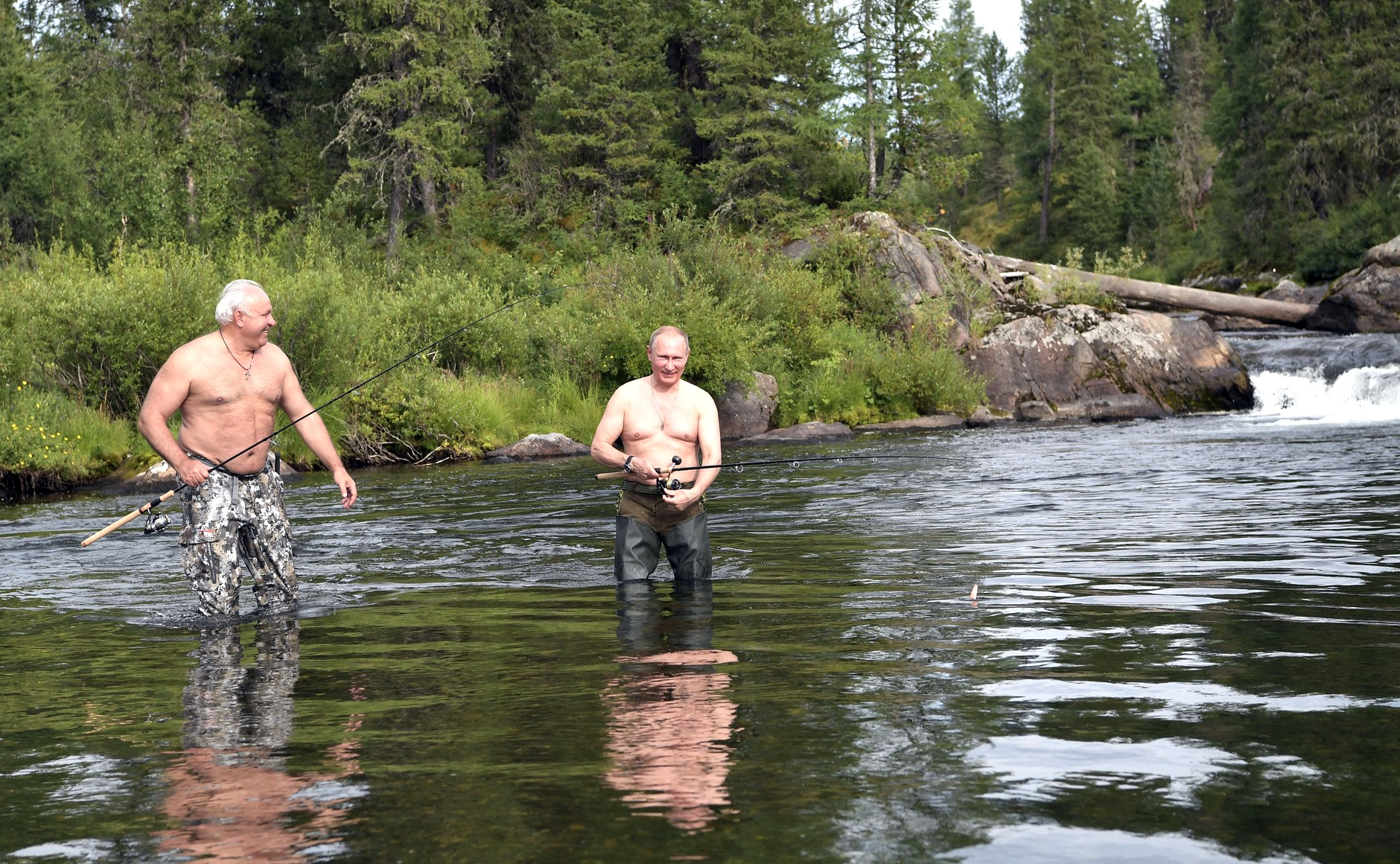
Con el presidente ruso Vladímir Putin en Tuvá.(2017)

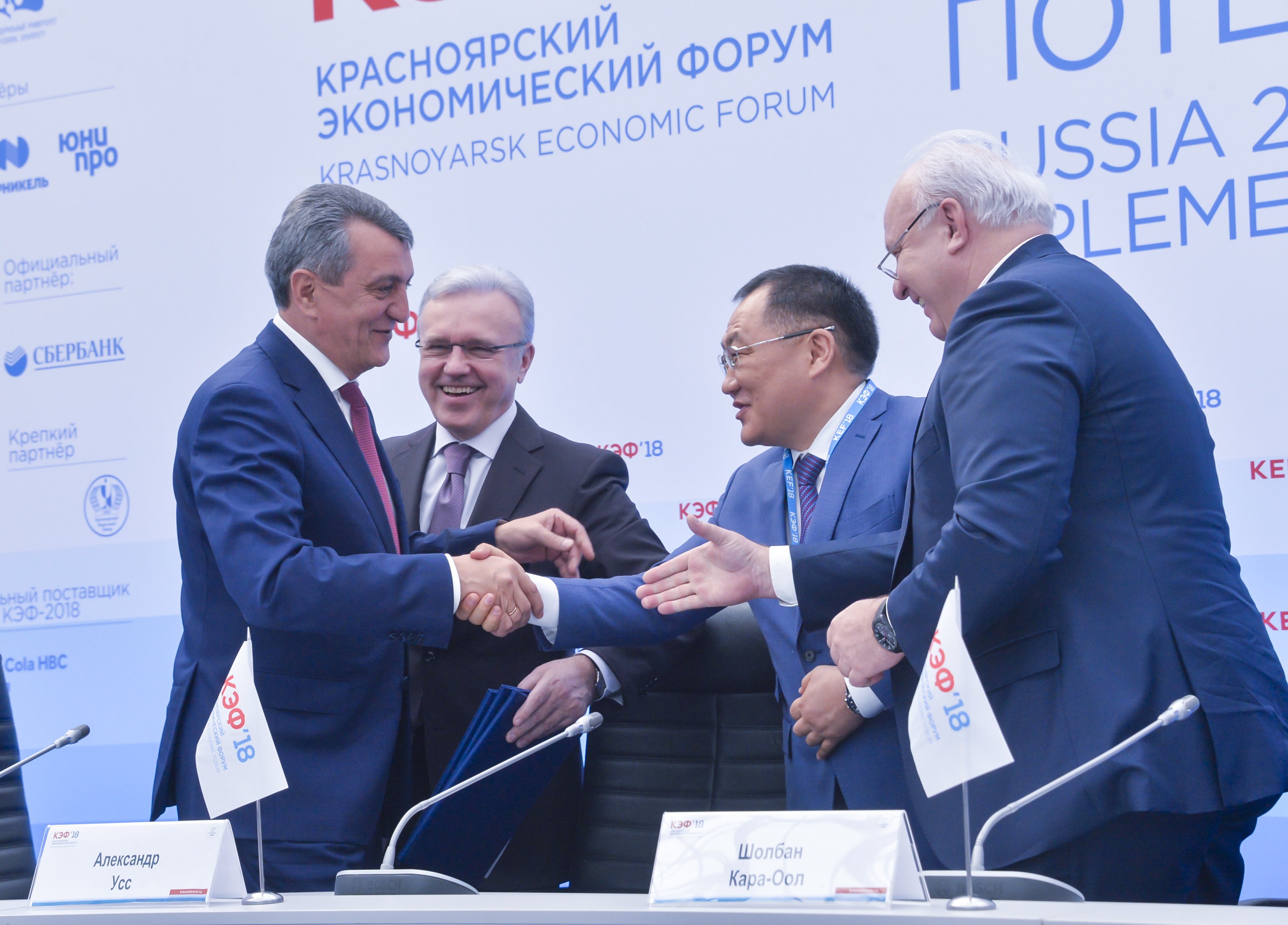
Víktor Zimín (derecha) con el jefe de Tuvá Sholban Kara-ool, el gobernador del territorio de Krasnoyarsk Aleksandr Uss y el plenipotenciario del presidente de la Federación de Rusia en el Distrito Federal de Siberia, Serguéi Meniailo en KEF-2018.

El 8 de diciembre de 2008 el presidente ruso Dmitri Medvédev presentó al Consejo Supremo de la República de Jakasia la candidatura de Víktor Zimín para dotarlo de los poderes de presidente del Gobierno de la República de Jakasia, el 10 de diciembre, los diputados del Consejo Supremo de Jakasia aprobaron a Víktor Zimín como nuevo gobernador de la región (66 diputados votaron a favor, 3 en contra y 69 abstenciones). El 15 de enero de 2009, en una sesión del Consejo Supremo de Jakasia, Víktor Zimín asumió oficialmente el cargo de jefe de la república.
Del 29 de noviembre de 2009 al 16 de junio de 2010 y del 26 de mayo al 22 de noviembre de 2017, fue miembro del Presidium del Consejo de Estado de la Federación de Rusia.
A principios de enero de 2013, expiró el mandato de Zimín como jefe de la república. Sin embargo, el 14 de enero, el presidente ruso Vladímir Putin nombró a Zimín jefe interino de la región hasta las elecciones. En las elecciones de septiembre de 2013, Víktor Zimín obtuvo la mayoría de los votos (63,41%) en la primera vuelta y, por lo tanto, fue elegido jefe de Jakasia.
En un solo día de votación, el 9 de septiembre de 2018, ocupó el segundo lugar en las elecciones del jefe de la región, perdiendo ante el candidato del Partido Comunista de la Federación de Rusia Valentin Konovalov (32,4% frente a 44,8%). Solicitó a la comisión electoral de Jakasia participar en la segunda vuelta (prevista para el 23 de septiembre), pero el 21 de septiembre de 2018 retiró su candidatura a las elecciones. Los medios, refiriéndose a sus fuentes, afirmaron que la eliminación de Víktor Zimín de la segunda vuelta de las elecciones fue una decisión del Kremlin, su evaluación real de las posibilidades de Zimín de ser elegido sin fraudes ni escándalos. En su discurso, difundido por el servicio de prensa del jefe de la región en la mañana del 22 de septiembre, dijo que había “tomado una decisión” y se marchaba “para evitar una escisión” en la república. Esto fue malinterpretado por los periodistas y el público, e inmediatamente comenzaron a surgir rumores de que Zimín renunciaba, pero el servicio de prensa del gobernador anunció una hora después de la distribución del mensaje de video que Zimín no había renunciado y no se iba a presentar, y su apelación era sobre su participación en las elecciones.
El 3 de octubre de 2018, por decreto del presidente de Rusia, Mijaíl Razvozhaev fue nombrado jefe interino de la República de Jakasia.

### Director general Adjunto deFerrocarrilesde Rusia
El 4 de octubre de 2018, en un mensaje de vídeo en su cuenta de Instagram, Víktor Zimín anunció que trabajaría en Moscú en un puesto relacionado con el desarrollo de infraestructura en Siberia. Desde marzo de 2019 es director general Adjunto de Ferrocarriles de Rusia y Jefe de la Dirección de Desarrollo de Ferrocarriles de la Cordillera Oriental (incluye BAM y Transsib).

### Enfermedad y muerte
En agosto de 2020, en un viaje de negocios a la BAM, contrajo coronavirus, fue tratado durante tres meses en el hospital que lleva el nombre de V. Vishnevsky del Ministerio de Defensa de la Federación de Rusia. Falleció en Moscú la mañana del 23 de noviembre de 2020 de una forma grave de neumonía causada por el coronavirus SARS-CoV-2.